# Girl, Interrupted
Girl, Interrupted er en amerikansk dramafilm fra 1999 instrueret af James Mangold efter manuskript af Mangold selv og Lisa Loomer efter Susanna Kaysens selvbiografi af samme navn. Filmen har Winona Ryder og Angelina Jolie i hovedrollerne. Jolie vandt en Oscar for bedste kvindelige birolle.

## Medvirkende
- Winona Ryder
- Angelina Jolie
- Clea DuVall
- Brittany Murphy
- Elisabeth Moss
- Travis Fine
- Jared Leto
- Jeffrey Tambor
- Vanessa Redgrave
- Whoopi Goldberg
- Angela Bettis
- Jillian Armenante
- Joanna Kerns
- Bruce Altman
- Mary Kay Place
- Ray Baker
- KaDee Strickland
- Larry Graeff
- Kurtwood Smith